# Искусственный камень

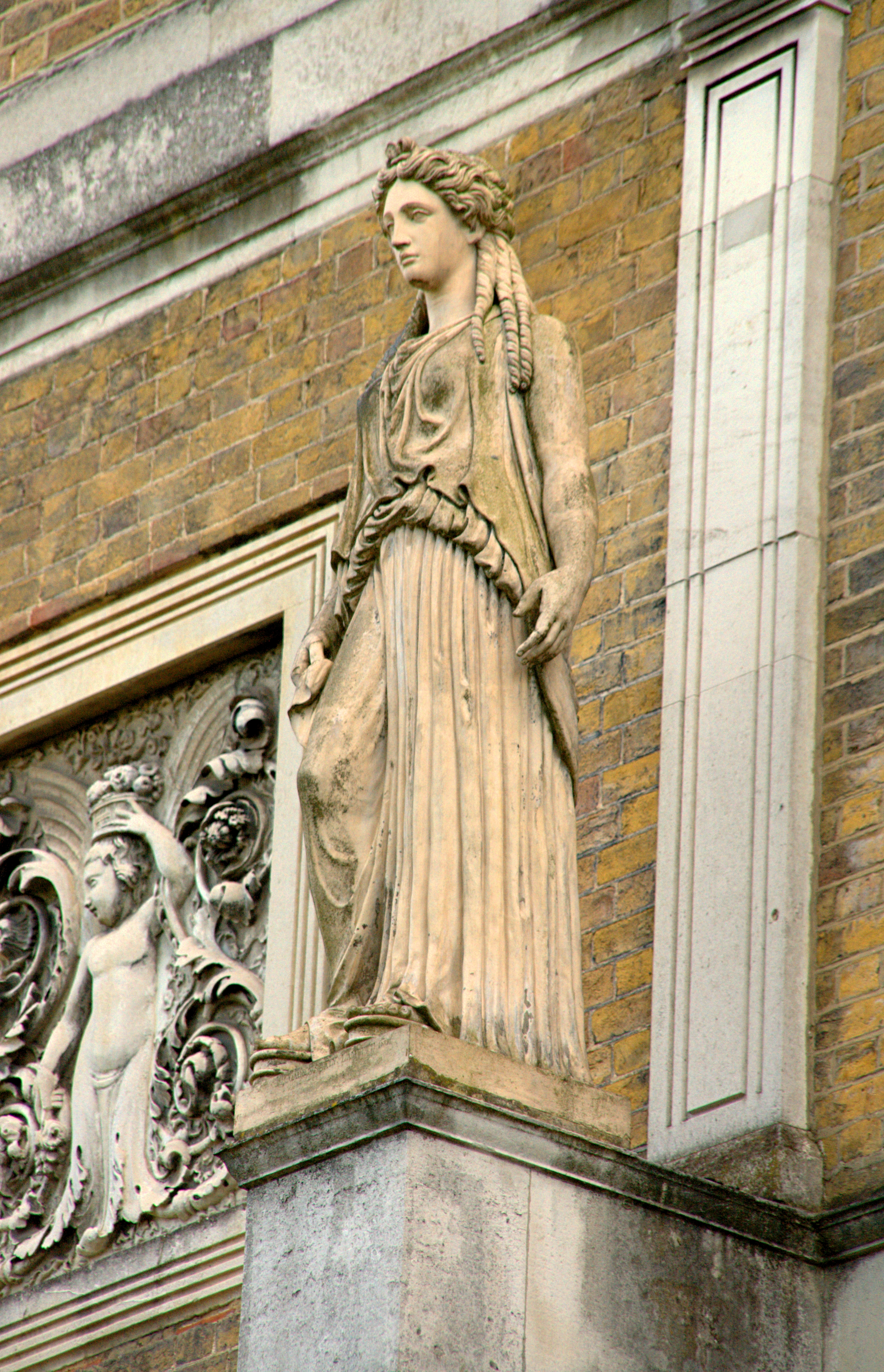
Скульптура из искусственного камня

Искусственный камень — обобщённое название для некоторых видов промышленной продукции, представляющих собой имитацию природного камня:
- различные виды синтетической каменной продукции, на основе полиэфирных смол и наполнителя из крошки природного камня,
- облицовочные изделия из цветных бетонов с рельефом поверхности и цветом, приближёнными к натуральному камню,
- искусственный акриловый камень.

Синтетическая продукция используется в основном как поверхностные части мебели различного назначения (крышки столов, барные стойки, подоконники), сантехнические изделия (раковины и прочее), в декоративных целях (элементы декора, вплоть до скульптур), а также в качестве облицовки фасадов зданий.
Искусственный камень из цветных бетонов используется для декорирования и облицовки поверхностей зданий и сооружений, а также для внутреннего декора помещений.

## Виды искусственного камня
Виды искусственного камня:
- Саман
- Кирпич (Керамзитовый кирпич, Клинкерный кирпич, Пустотелый кирпич)
- Литой камень[англ.]
- Каменное литьё (петрургия)
- Керамический блок (Блок сплошной или пустотелый, Бетонный блок, Пеноблок, Газобетонный блок, Шлакоблок
- Известковый песчаник
- Пористый камень[нем.]
- Рейнский аллювиальный камень[нем.]
- Шпон из искусственного камня

## История развития технологии
Искусственные каменные материалы появились в древних Индии, Китае и Египте (ещё 3000 лет до н. э.), созданные при помощи вяжущих — гипса и извести. В 3 в. до н. э. при возведении нескольких участков Великой Китайской стены был использован своеобразный искусственный материал, напоминающий по составу современный бетон.
Технология производства кирпича из обожженной глины с добавкой соломы в качестве армирующего материала упомянута в Библии.
В средние века мастера стали добавлять в бетонный раствор крошку натуральных материалов (гранита, доломита, песчаника и пр.), что позволило этому материалу имитировать природные камни и увеличило прочность.
Искусственный камень «Коад» (англ. Coade stone), был создан с помощью керамического обжига. В дальнейшем технологии создания искусственного камня неоднократно изменялись и усовершенствовались. В древней Элладе получил распространение искусственный камень, производимый из бетона, который заливали в деревянные или железные формы. Такой камень был намного дешевле и удобнее в эксплуатации, чем обычный. Для инженерных проектов это имело ряд преимуществ: доставка материала для искусственного камня и изготовление его прямо на месте было куда выгодней, чем транспортировка готового камня.
Широкое распространение также получил камень «Виктория», который состоял из мелко покрошенного гранита с горы Соррел (Лестершир, англ. Mountsorrel) и портландцемента, тщательно смешанного автоматизированным способом в пропорциях три к одному и уложенного в шаблонах нужной формы. Когда цемент заливали в формы, они были очень неустойчивы, и их закапывали в силикатный песок на две недели с целью отвердевания и укрепления физических свойств камня. Многие изготовители стали выпускать этот материал, так как он практически непористый и в состоянии эффективно противостоять разъедающему влиянию морского воздуха или загрязнённой атмосфере больших городов.
Знаменитый французский архитектор Виолле-ле-Дюк, Эжен при восстановлении Каркассона применял блоки из искусственного камня, имитирующего природный песчаник.
Его использовал архитектор Гауди для отделки фасадов домов в Барселоне.
Этапом развития искусственного камня явилось изобретение бетонов на основе полимеров, где в качестве вяжущего использовались различные полимерные смолы (эпоксидная, феноло-формальдегидная В полимербетон добавляли наполнители минерального происхождения и красящие пигменты.
Американский концерн «DuPont» в 1963 году запатентовал свою инновационную технологическую разработку — отделочный искусственный камень. Похожая технология изготовления искусственного камня Cast Stone, была создана концерном Architectural Concrete Co. Inc. с торговым брендом TannerStone. Она была выкуплена американскими предпринимателями, и искусственный камень, изготовленный с её использованием, был запущен в США, а затем и в Европе в массовое производство.
В первые годы после Второй Мировой войны в европейских странах остро возникла потребность в восстановлении разрушенных зданий — в кратчайшие сроки, и с максимальной экономией средств. Особенно это касалось памятников архитектуры.
Начиная с середины XIX века декоративные элементы из искусственного камня стали использовать при восстановлении памятников старины, зданий и сооружений, имеющих большую культурную и социальную значимость. В настоящее время искусственный камень получил массовое распространение в строительстве жилых зданий и общественных сооружений.

## Современный искусственный камень
Современный искусственный камень — это материал, позволяющий имитировать разрез естественного камня при кладке. Это превосходная замена натурального известняка и песчаника (эта разновидность носит также название Архикамень (Cast stone), гранита, сланца, коралловой скальной породы, травертина и других натуральных камней при строительстве.

## Технология производства
Искусственный камень может быть сделан из белого или серого цемента, искусственного или натурального песка, тщательно отобранного покрошенного камня или натурального гравия высокого качества с добавлением минеральных красящих пигментов, позволяющих достичь желаемого цвета и фактуры без потери физических свойств.

### Внутренний армокаркас
Современный искусственный камень, созданный на основе различных бетонов (т. н. «белый камень»), может иметь внутреннее пространственное армирование, увеличивающее несущие и прочностные характеристики материала.
Одним из наиболее прогрессивных видов армирования бетона при производстве искусственного камня является фибровое армирование. Наиболее распространенная фибра для бетонов:
- стальная
- из щелочестойкого стекловолокна
- из обычного стекловолокна
- из синтетических волокон.

## Искусственный камень состаренный
В современной реставрационной архитектуре используются новые материалы с эффектом старения (т. н. «архитектурная археология»).
В России применяются отделочные фасадные элементы из искусственно состаренного современного материала на основе бетона («белый камень»), разработанного д.т. н. проф. Харитом М. Д.
К особенностям данного способа можно отнести:
- применение химических добавок (например, суперпластификаторы С-3, эмульсии кремнийорганических олигомеров, воздухововлекающие добавки и др.) для создания заданных физико-механических свойств (прочности, морозостойкости, водонепроницаемости, плотности, удельного веса и др.).
- введение в состав формовочной массы сажи и оксида железа, для создания визуальной имитации «древности» материала
- инъекции в поры готового изделия биологических препаратов, для создания на поверхности плёнок растительной ряски и мха.
- использование цветных цементов и специальных наполнителей, для придания нужного цвета и оттенка.
- использование специальный архитектурных форм и матриц, для создания эффекта ручной резьбы по камню.
- пескоструйная обработка, для придания изделию «выветренного от времени» вида.